# Гаррінгтон (Вашингтон)
Гаррінгтон (англ. Harrington) — місто (англ. city) в США, в окрузі Лінкольн штату Вашингтон. Населення — 429 осіб (2020).

## Географія
Гаррінгтон розташований за координатами 47°28′49″ пн. ш. 118°15′19″ зх. д. / 47.48028° пн. ш. 118.25528° зх. д. (47.480232, -118.255185).  За даними Бюро перепису населення США в 2010 році місто мало площу 0,99 км², уся площа — суходіл.

### Клімат
| Клімат : Гаррінгтон     | Клімат : Гаррінгтон | Клімат : Гаррінгтон | Клімат : Гаррінгтон | Клімат : Гаррінгтон | Клімат : Гаррінгтон | Клімат : Гаррінгтон | Клімат : Гаррінгтон | Клімат : Гаррінгтон | Клімат : Гаррінгтон | Клімат : Гаррінгтон | Клімат : Гаррінгтон | Клімат : Гаррінгтон | Клімат : Гаррінгтон |
| Показник                | Січ.                | Лют.                | Бер.                | Квіт.               | Трав.               | Черв.               | Лип.                | Серп.               | Вер.                | Жовт.               | Лист.               | Груд.               | Рік                 |
| Абсолютний максимум, °C | 13,9                | 16,7                | 21,7                | 31,7                | 35,0                | 37,2                | 38,9                | 39,4                | 36,7                | 30,6                | 18,3                | 13,9                | 39,4                |
| Середній максимум, °C   | 0,3                 | 4,1                 | 9,6                 | 14,8                | 19,8                | 24,1                | 29,0                | 28,6                | 23,5                | 15,3                | 5,7                 | 0,3                 | 14,6                |
| Середній мінімум, °C    | −6,3                | −3,9                | −1,5                | 0,3                 | 3,5                 | 6,7                 | 8,9                 | 8,9                 | 5,2                 | 0,6                 | −2,5                | −6,1                | 1,2                 |
| Абсолютний мінімум, °C  | −31,1               | −31,1               | −18,3               | −9,4                | −8,3                | −4,4                | −2,8                | −2,2                | −7,2                | −20                 | −28,9               | −31,7               | −31,7               |
| Норма опадів, мм        | 36                  | 26                  | 30                  | 25                  | 30                  | 23                  | 13                  | 11                  | 13                  | 23                  | 42                  | 48                  | 321                 |
| Днів з опадами          | 10                  | 8                   | 9                   | 7                   | 7                   | 6                   | 4                   | 4                   | 4                   | 6                   | 11                  | 11                  | 87,0                |
| ----------------------- | ------------------- | ------------------- | ------------------- | ------------------- | ------------------- | ------------------- | ------------------- | ------------------- | ------------------- | ------------------- | ------------------- | ------------------- | ------------------- |
| Джерело:                |                     |                     |                     |                     |                     |                     |                     |                     |                     |                     |                     |                     |                     |

## Демографія
Згідно з переписом 2010 року, у місті мешкали 424 особи в 184 домогосподарствах у складі 119 родин. Густота населення становила 429 осіб/км².  Було 219 помешкань (222/км²).
Расовий склад населення:
| - 92,7 % — білих - 3,5 % — корінних американців - 0,9 % — чорних або афроамериканців |

До двох чи більше рас належало 2,1 %. Частка іспаномовних становила 2,8 % від усіх жителів.
За віковим діапазоном населення розподілялося таким чином: 22,4 % — особи молодші 18 років, 54,0 % — особи у віці 18—64 років, 23,6 % — особи у віці 65 років та старші. Медіана віку мешканця становила 46,1 року. На 100 осіб жіночої статі у місті припадало 90,1 чоловіків;  на 100 жінок у віці від 18 років та старших — 95,8 чоловіків також старших 18 років.
Середній дохід на одне домашнє господарство  становив 56 107 доларів США (медіана — 39 583), а середній дохід на одну сім'ю — 73 025 доларів (медіана — 65 568). За межею бідності перебувало 21,1 % осіб, у тому числі 37,5 % дітей у віці до 18 років та 5,7 % осіб у віці 65 років та старших.
Цивільне працевлаштоване населення становило 144 особи. Основні галузі зайнятості: сільське господарство, лісництво, риболовля — 28,5 %, освіта, охорона здоров'я та соціальна допомога — 16,0 %, роздрібна торгівля — 13,2 %.